# 聖方濟薩威街
45°30′13″N 73°33′24″W / 45.503597°N 73.556795°W
聖方濟薩威街（法語：rue Saint-François-Xavier）是加拿大魁北克省滿地可的一條南北向街道，位於滿地可老城。
該街道以耶穌會傳教士聖方濟薩威命名。

## 來源
Ville de Montréal, Les rues de Montréal. Répertoire historique, Édition Méridien, Montréal, 1995, p. 432